# Teijeiro (Lugo)
Teijeiro (llamada oficialmente Santa María de Teixeiro) es una parroquia y una aldea española del municipio de Lugo, en la provincia de Lugo, Galicia.

## Organización territorial
La parroquia está formada por diez entidades de población, constando nueve de ellas en el nomenclátor del Instituto Nacional de Estadística español:
- Arxemil
- Cotillón (O Cotillón)
- Dornas (As Dornas)
- Ratoeiro (O Ratoeiro)
- Reximil
- Roade
- Rozas
- Segade
- Silgueiros (Os Silgueiros)
- Teixeiro

## Demografía

### Parroquia
| Gráfica de evolución demográfica de Teijeiro (parroquia) entre 2000 y 2020 |
|                                                                            |
| Datos según el nomenclátor publicado por el INE.                           |

### Aldea
| Gráfica de evolución demográfica de Teijeiro (aldea) entre 2000 y 2020 |
|                                                                        |
| Datos según el nomenclátor publicado por el INE.                       |

Se encuentra situado a 12 km. de la ciudad de Lugo y cuenta con un bosque natural de pinos y robles que comprende diez hectáreas. En este territorio abunda fauna como corzos, ciervos y gansos, entre otras muchas especies animales.
Por otra parte, los lagos artificiales de Teijeiro, que limitan con los montes Peñalva y Arco, comprenden un área recreativa con fuentes, barbacoas, mesas y un circuito deportivo que conforman su mayor punto de turismo.